# Edward Hopkins
Edward Hopkins (c. 1675 - 17 janvier 1736), de Coventry, est un homme politique whig anglais qui siège à la Chambre des communes anglaise et britannique entre 1701 et 1727 et au Parlement irlandais de 1721 à 1727. Il occupe plusieurs postes gouvernementaux en Irlande.

## Biographie
Il est le fils de Richard Hopkins (1641-1708) de Coventry, député de cette ville. Il fait ses études au Collège d'Eton entre 1687 et 1692 et est inscrit à Trinity College à Oxford le 2 juillet 1692 . Entre 1696 et 1700, il entreprend un grand tour en Flandre, en France et en Italie .
Il est élu membre du Parlement whig de Coventry lors de la deuxième élection générale de 1701, mais perd son siège lors de l'Élections générales anglaises de 1702. Il se présente de nouveau pour Coventry aux élections générales de 1705 en Angleterre, bien qu'il ne puisse assister au scrutin car il tombe de cheval à Pall Mall. Cependant, les élections se transforment en une émeute au cours de laquelle Hopkins et son autre candidat Whig, sont battus. Une nouvelle élection a lieu en 1707 et cette fois, Hopkins est réélu, ainsi qu'aux élections générales de 1708. Au Parlement, il est scrutateur pour les Whigs et il vote pour la naturalisation des Palatins en 1709 et pour la destitution du Dr Sacheverell en 1710. En 1710, il est battu dans un autre combat difficile. Il est muté à Eye lors des élections générales de 1713, sous le patronage de Lord Cornwallis .
Il est réélu sans opposition en tant que député d'Eye aux élections générales de 1715. Bien qu'il soit réélu aux élections générales de 1722, il passe quelque temps en Irlande . Il est commissaire irlandais du revenu de 1716 à 1722 et membre du Parlement d'Irlande pour Trinity College de 1721 à 1727 . Il est Secrétaire en chef pour l'Irlande de Charles FitzRoy (2e duc de Grafton) lorsque ce dernier est Lord-lieutenant d'Irlande entre 1721 et 1724 . En 1722, il est également nommé Master of the Revels pour l'Irlande et conseiller privé pour l'Irlande la même année. Il ne se présente pas aux élections générales britanniques de 1727.
Il épouse Anna Maria Chamberlayne, fille et épouse du docteur Hugh Chamberlayne d'Alderton Manor et de Hinton Hall, Suffolk, le 1er mars 1725 . Il meurt le 17 janvier 1736 à Ewell dans le Surrey et est enterré à l'église St Michael de Coventry, où le monument familial le décrit comme «une personne éminemment distinguée pour ses qualités, sa politesse et ses qualités aimables». Lui et sa femme ont trois fils, qui sont tous morts sans enfants, et deux filles. Son fils aîné, Richard Hopkins (homme politique), est député pendant plus de 30 ans. Sa fille Anne épouse William Northey, député .